# Hidrolaza
Hidrolaze su enzimi koji katalizuju hidrolizu hemijskih veza. Na primer, jedan enzim može da hidrolizuje sledeću reakciju hidrolaze:

## Nomenklatura
Sistematička imena hidrolaze se formiraju kao "supstrat hidrolaze." Međutim, zajednička imena su obično u obliku "supstrataza." Na primer, nukleaza je hidrolaze koje razlaže nukleinske kiseline.

## Klasifikacija
Hidrolaze su klasifikovane kao EC 3 u EC klasifikaciji enzima. Hidrolaze mogu dalje biti klasifikovane u nekoliko podklasa, na osnovu veza na kojim deluju:
- EC 3.1: estarske veze (esteraze: nukleaze, fosfodiesteraze, lipaze, fosfataze)
- EC 3.2: šećeri (DNK glikosilaze, glikozid hidrolaze)
- EC 3.3: etarske veze
- EC 3.4: peptidne veze (Proteaze/peptidaze)
- EC 3.5: ugljenik-azot veze, koje nisu peptidne vez
- EC 3.6 kiselinski anhidridi (hidrolaze kiselinskih anhidrida, uključujući helikaze i GTPaze)
- EC 3.7 ugljenik-ugljenik veze
- EC 3.8 halogene veze
- EC 3.9: fosfor-azot veze
- EC 3.10: sumpor-azot veze
- EC 3.11: ugljeno-fosforne veze
- EC 3.12: sumpor-sumpor veze
- EC 3.13: ugljenik-sumpor veze

## Literatura
- Department of Chemistry at Queen Mary, University of London. „EC 3 Introduction, only covers 3.1-3.4”. Архивирано из оригинала 09. 07. 2011. г.
- „EC 3. Hydrolases”. Архивирано из оригинала 05. 01. 2013. г.
- Nicholas C. Price; Lewis Stevens (1999). Fundamentals of Enzymology: The Cell and Molecular Biology of Catalytic Proteins (Third изд.). USA: Oxford University Press. ISBN 019850229X.
- Eric J. Toone (2006). Advances in Enzymology and Related Areas of Molecular Biology, Protein Evolution (Volume 75 изд.). Wiley-Interscience. ISBN 0471205036.
- Branden C; Tooze J. Introduction to Protein Structure. New York, NY: Garland Publishing. ISBN 0-8153-2305-0.
- Irwin H. Segel. Enzyme Kinetics: Behavior and Analysis of Rapid Equilibrium and Steady-State Enzyme Systems (Book 44 изд.). Wiley Classics Library. ISBN 0471303097.
- William P. Jencks (1987). Catalysis in Chemistry and Enzymology. Dover Publications. ISBN 0486654605.